# Maria Blower
Maria Blower-Porter née le 21 août 1964 à Leicester, est une coureuse cycliste professionnelle anglaise.

## Palmarès sur route
- 1984
  - 2e des championnats de Grande-Bretagne de cyclisme sur route
  - 3e des Postgiro
  - 29e de la course en ligne féminine de cyclisme sur route aux Jeux olympiques d'été de 1984
- 1985
  - 26e de la course en ligne des championnats du monde de cyclisme sur route 1985
- 1986
  - 8e étape de Tour of Texas
- 1988
  - 3e des championnats de Grande-Bretagne de cyclisme sur route
  - 6e de la course en ligne féminine de cyclisme sur route aux Jeux olympiques d'été de 1988
- 1989
  - 3e des championnats de Grande-Bretagne de cyclisme sur route